# Thyronamine
Thyronamine (Abkürzung TAM) sind eine Stoffklasse endogener Signalstoffe, die strukturell mit den Schilddrüsenhormonen verwandt sind. Vertreter der Stoffklasse sind das Thyronamin und seine Iod-substituierten Derivate.

## Struktur und Nomenklatur
Die Thyronamine unterscheiden sich vom Schilddrüsenhormon Thyroxin (T4) und seinen deiodierten Derivaten durch das Fehlen der Carboxygruppe in der Alanin-Seitenkette des Diphenylether-Grundgerüsts. Die Grundstruktur ist das Thyronamin (T0AM), ein 4-Phenoxyphenol mit einer Ethylamin-Seitenkette:
Zur Stoffklasse gehören neun Verbindungen, mit einer unterschiedlichen Anzahl und Position von Iod-Substituenten. Sie werden kurz mit TxAM bezeichnet, wobei x für die Anzahl der Iod-Substituenten steht.
| Thyronamine     | Thyronamine | Thyronamine | Thyronamine | Thyronamine | Thyronamine |
| Kurzbezeichnung | R1          | R2          | R3          | R4          | Struktur    |
| --------------- | ----------- | ----------- | ----------- | ----------- | ----------- |
| T0AM            | H           | H           | H           | H           |             |
| 3-T1AM          | I           | H           | H           | H           |             |
| 3'-T1AM         | H           | H           | I           | H           |             |
| 3,5-T2AM        | I           | I           | H           | H           |             |
| 3,3'-T2AM       | I           | H           | I           | H           |             |
| 3',5'-T2AM      | H           | H           | I           | I           |             |
| T3AM[3]         | I           | I           | I           | H           |             |
| rT3AM           | I           | H           | I           | I           |             |
| T4AM            | I           | I           | I           | I           |             |

## Vorkommen und Eigenschaften
In vivo konnten zwei Vertreter nachgewiesen werden – neben dem Thyronamin (T0AM) das 3-Iodthyronamin (3-T1AM). Beide Verbindungen wurden in Blut, Herz, Leber, Fettgewebe, Schilddrüse und Gehirn von erwachsenen männlichen Mäusen, sowie im Gehirn verschiedener anderer Spezies, wie z. B. Ratten und Meerschweinchen nachgewiesen.
Die Verbindungen dieser Stoffklasse werden im Körper aus den Schilddrüsenhormonen Thyroxin (T4) und Triiodthyronin (T3) synthetisiert. Dabei wird zuerst T4 (Thyroxin) durch Deiodinierung zu T3 umgesetzt und dieses dann durch Decarboxylierung des Alaninrestes zu Thyronamin.
Interessanterweise binden Thyronamine trotz ihrer hohen strukturellen Verwandtheit mit Schilddrüsenhormon nicht an den Schilddrüsenhormon-Rezeptor (einen nukleären Rezeptor), sondern an einen G-Protein-koppelnden Rezeptor (also einen Membranrezeptor). Für T1AM wurde gezeigt, dass es sich hierbei um einen Rezeptor der TAAR-Familie (trace amine associated receptor) handelt.
In Experimenten mit Mäusen wurde gezeigt, dass T1AM und T0AM in der Lage sind, sowohl Herzfrequenz als auch Körpertemperatur signifikant abzusenken. Dieser Effekt kann durch Gabe von Isoproterenol wieder aufgehoben werden.